# Pac-Man World
Pac-Man World (officiellt kallad Pac-Man World 20-årsjubileum) (パックマンワールド 20th アニバーサリー Pakkuman Wārudo 20th Anibāsarī?) är ett 1999 plattforms spel för PlayStation och Game Boy Advance. Som namnet antyder, släpptes det för att sammanfalla med 20-årsdagen, med karaktären Pac-Man går till en födelsedagsfest.
Game Boy Advance versionen släppas 2004, med många funktioner var borttagna.
Den ursprungliga PlayStation-versionen släpptes på PlayStation Store i Japan den 26 juni 2013 och i Nordamerika den 11 februari 2014.